# Моралес Тронкосо, Карлос
Карлос Альфредо Мигель Моралес Тронкосо  (исп. Carlos Alfredo Miguel Morales Troncoso; 29 сентября 1940, Санто-Доминго, Доминиканская Республика — 25 октября 2014, Хьюстон, Техас, США) — доминиканский государственный деятель, вице-президент Доминиканской Республики (1986—1994).

## Биография
В 1962 г. окончил Университет штата Луизиана с присуждением диплома инженера-химика и сахарной промышленности. С 1972 г. являлся членом Американского института инженеров-химиков.
После возвращения на родину в октябре 1962 г. начал работать по специальности, поднялся по карьерной лестнице от помощника машиниста на плантациях до исполнительного вице-президента (1970—1976) и, наконец, в 1976 г. был назначен председателем и главным исполнительным директором корпорации Gulf & Western Americas Corporation; занимал эту должность до 1984 г.
В 1984—1986 гг. — член Совета директоров Okeelanta Sugar Compan. В последующие годы он стал одним из ведущих промышленных менеджеров в стране и был назначен президентом Central Romana Corporation. Являлся одним из соучредителей Группы производителей сахара стран Карибского бассейна (Grupo Azucarero de los Países de la Cuenca del Caribe (CBI Sugar Group)) и впоследствии стал её президентом, также поддержал создание доминиканского Института сахара. Кроме того, являлся президентом и казначеем туристического фонда Fundación Gulf & Western Dominicana den Tourismus и активно занимался реализацией ряда других крупных инвестиционных проектов, особенно в восточной части страны. Также являлся членом валютного комитета Центрального банка.
- 1986—1990 гг. — вице-президент Доминиканской Республики в администрации Хоакина Балагера. В этой должности до 1989 г. являлся исполнительным директором Государственного совета по сахару,
- 1989—1990 гг. — посол в США,
- 1990—1994 гг. — вновь занимал пост вице-президента в администрации Балагера,
- 1994—1996 гг. — министра иностранных дел Доминиканской Республики. В этой должности являлся президентом Национальной комиссии по ГАТТ, а в ноябре 1995 г. председательствовал на заседаниях совета министров иностранных дел Карибского форума стран Африки, Карибского и Тихоокеанского бассейнов (CARIFORUM),
- 2004—2014 гг. — вновь занимал должность министра иностранных дел.

В августе 2009 г. был избран новым председателем Социал-христианской реформистской партии.
Награждён орденами Христофора Колумба и За заслуги Санчеса, Дуарте и Меллы в степени «Кавалер Большого креста с серебряной звездой».